# Hemithea antigrapha
Hemithea antigrapha är en fjärilsart som beskrevs av Louis Beethoven Prout 1917. Hemithea antigrapha ingår i släktet Hemithea och familjen mätare. Inga underarter finns listade i Catalogue of Life.